# عمارة يعقوبيان (مسلسل)
عمارة يعقوبيان هو مسلسل ميلودراما مصري أنتج عام 2007 عن رواية عمارة يعقوبيان للكاتب علاء الأسواني ومن سيناريو عاطف بشاي وإخراج أحمد صقر.
عن رواية الكاتب الكبير (علاء الأسواني)، وتدور أحداث القصة حول قاطني عمارة يعقوبيان، وشخصياتهم المختلفة بما يخوضوه من قصص وعلاقات، فتتشابك علاقاتهم وقصصهم في مواضع عدة، هناك (زكي الدسوقي) الذي يملك مكتب استشارات هندسية في العمارة ويتخذ المكتب سكنًا له، ويدور بينه وبين أخته (دولت) صراع طيلة الوقت، (الحاج عزام) ماسح أحذية سابق، وأصبح من تجار السيارات كواجهة لتجارة المخدرات، (بثينة) الفتاة التي تعمل من أجل إعالة إخوتها ووالدتها، وغيرهم.

## الشخصيات الرئيسية
- زكي الدسوقي: يملك مكتب استشارات هندسية في العمارة ويتخذ من المكتب سكن، يدور بينه وبين دولت اخته صراع طوال الفيلم.
- الحاج عزام: ماسح أحذية سابق، وأصبح من تجار السيارات كواجهة لتجارة المخدرات، يبحث عن ساتر وحماية رسمية من السلطة لأنشطته، وذلك من خلال تحالفه مع «كمال الفولي» الوزير رمز فساد السلطة.
- بثينة: فتاة تعمل من أجل إخوانها ووالدتها تسكن مع مهمشي العمارة فوق السطوح.
- كمال الفولى: وزير ورمز لفساد السلطة في الفيلم.
- طه الشاذلى ابن بواب عمارة يعقوبيان: شاب يحلم بدخول كلية الشرطة ولكنه لم يقبل فيها بدافع أن والده يعمل في حراسة العمارات، مما يدفعه للانزواء والتشدد الديني.
- دولت الدسوقى: أخت «زكي الدسوقي», في صراع دائم مع زكي على أحقية ملكية الشقة التي يقيم فيها زكي الدسوقي.
- كريستين: صديقة لزكي الدسوقي وهي ذات أصول غير مصرية.
- سعاد: أرملة تتزوج «الحاج عزام» سراً.

### الممثلون
| - لبنى عبد العزيز: دولت الدسوقي - صلاح السعدني: الحاج عزام - عزت أبو عوف: زكي الدسوقي - روجينا: بثينة عائلة عزام السوهاجي - أحمد سعيد عبد الغني: فوزي عزام. - رانيا يوسف: هدي - عصمت محمود: الحاجة صالحة زوجة الحاج عزام عائلة أسحاق - لطفي لبيب: فانوس - فتوح أحمد: مينا - بهجت عدلي - جميلة عزيز - فاروق قمر الدولة - نادية العراقية: سنية | الصحافة - مصطفي حشيش: رئيس تحرير - حسام شعبان: مجدي - كمال زغلول أهل العمارة - آسر ياسين: طه الشاذلي - أحمد صيام: حامد حواس - محمد شومان: سعيد السالك - علاء زينهم - رحاب الجمل: فيفي - فايق عزب: أحد سكان سطوح العمارة - ناصر شاهين - محمد ريحان: والد طه الشاذلي - أحلام الجريتلي: والدة طه الشاذلي - رانيا فتح الله - سمية الإمام - أمجد عابد - نرمين ماهر: فوزية | أهل اسكندرية - إنجي شرف سعاد - محمود غريب - ليلى جمال بالإشتراك مع - محمد متولي: الشيخ السمان - رباب ممتاز: رباب - رؤوف مصطفي: كمال الفولي - سعيد طرابيك: طلال - حمدي السخاوي - وحيد السنباطي - جهاد أبو العينين - ماهر سليم - محمد زين - يحيى زكريا | ضيوف الحلقات - سامي مغاوري: الشيخ شاكر - سيد صادق: مهران - عفاف رشاد: نائبة بالبرلمان - منير مكرم: الرسام - عماد بعرور: مطرب الفرح وفرقته - عربي الصغير: مطرب وفرقته - حسام فارس الوجوه الجديدة - نورهان: ايفون - رشا امين: ريري - ايناس فتحي: سكرتيرة عزام - شيماء حسن: رضوي - رضا حسانين: الظابط - أحمد عتريس: خالد - مصطفى أيمن: علي ضوف الشرف - عادل هاشم - نهال عنبر: كريستين |

أشترك في التمثيل - مصطفى عكاشة - سيد الطيب - أميرة أنطوان - حمدي إسماعيل - صابر عبد الله - شادي أسعد - وفاء حمدي - محمد قشطة - إيمان إبراهيم - حازم فؤاد - عيد أبو الحمد: والد بثينة - حسين محمود -ناجي البحيري -سيد مصطفى - توفيق سامي - أشرف الشرقاوي - ناني سعد الدين - أشرف شكري

### فريق العمل
| - علاء الأسواني: رواية - عاطف بشاي: سيناريو وحوار - حسام سليمان: مخرج مساعد - أحمد صقر: مخرج | - محمد قنديل: مخرج مساعد - نبيل خضر: مخرج منفذ - عماد عثمان: مدير التصوير - أسامة عمر: مدير التصوير | - فتحي حمدي: مونتير - اورا: مونتير - عصام شعبان: منتج - محمد نجيب: مدير الإنتاج | - حسام شعبان: منتج - كينج توت للإنتاج الإعلامي: موزع - آمال ماهر: غناء التتر - هاني مهنى: الموسيقى التصويرية |